# 코르넬리아 아프리카나

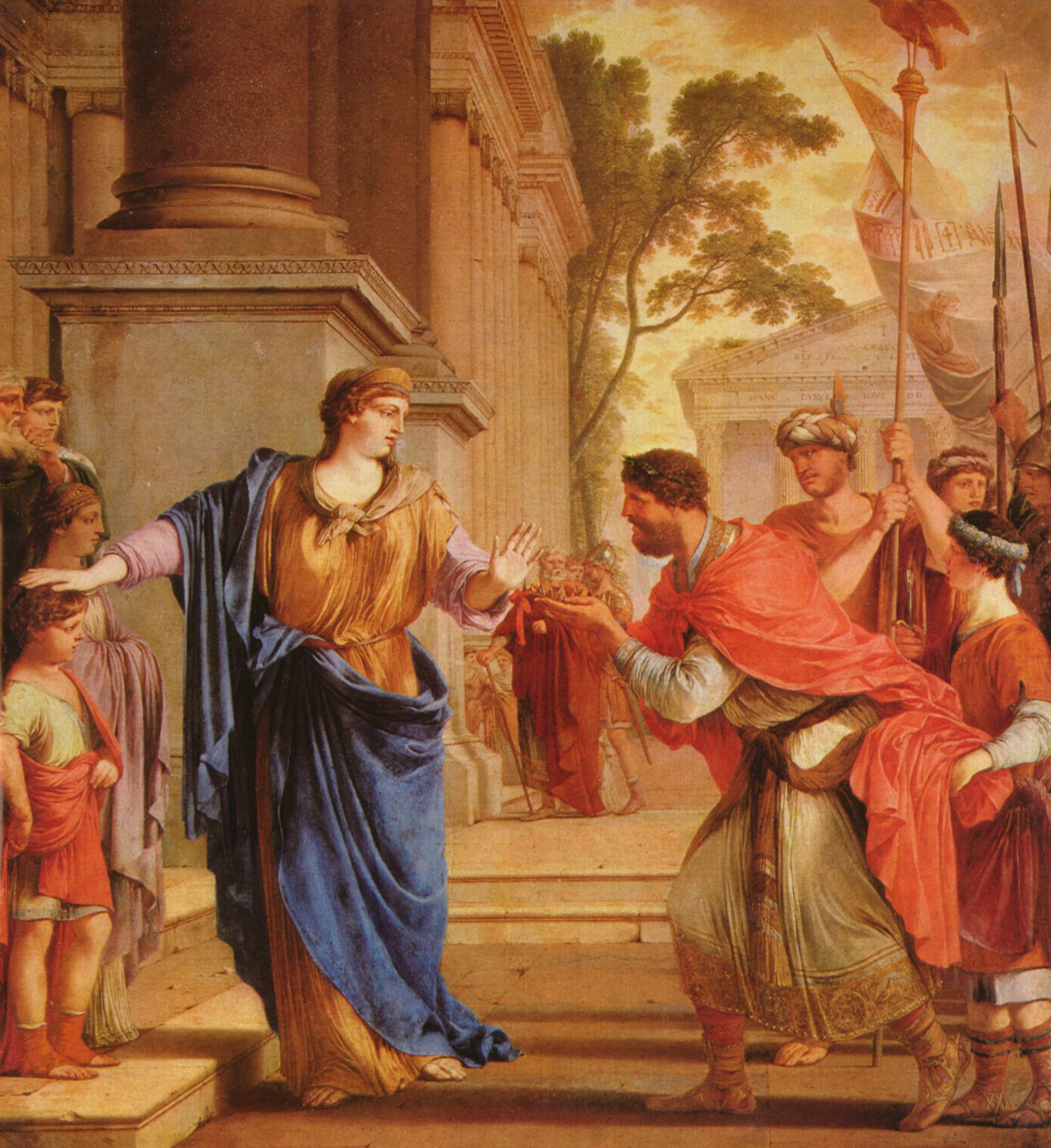
프톨레마이오스 왕의 구혼을 거절하는 코르넬리아

코르넬리아 스키피오니스 아프리카나(Cornelia Scipionis Africana, 기원전 190년경 - 기원전 100년)는 로마 공화정의 인물로 제2차 포에니 전쟁의 영웅인 스키피오 아프리카누스의 둘째 딸이다. 고귀한 성품으로 고대 로마 여성의 완벽한 표상으로 여겨진다.
코르넬리아는 아버지 스키피오를 도와준 티베리우스 셈프로니우스 그라쿠스와 결혼했다. 두사람은 나이 차가 많이 나지만 서로 사랑했고 12명의 아이를 가지게 되지만 성인으로 자란 것은 두 아들, 티베리우스와 가이우스, 그리고 그들의 누나인 셈프로니아뿐이었다. 기원전 154년 남편인 티베리우스 그라쿠스가 죽었을 때 코르넬리아는 아직 어린 나이였고 현숙했기 때문에 많은 구혼자가 나타났는데 그중에는 프톨레마이오스 왕조의 왕도 있었다. 그러나 코르넬리아는 아이들을 잘 양육하기 위해 모든 구혼을 뿌리치고 과부로 남았다.
그녀는 큰 딸 셈프로니아를 스키피오 아이밀리아누스 아프리카누스에게 시집보냈고 두 아들을 아주 훌륭하게 양육했으며 두 아들이 개혁문제로 보수적인 원로원의 귀족가문과 마찰을 일으킬때도 자신이 귀족출신임에도 불구하고 언제나 아들들의 훌륭한 지지자로 행동했다. 두 아들의 비극적인 죽음이후 그녀는 로마를 떠나 미세눔의 빌라로 은퇴했지만 거기서도 항상 손님을 맞이했다.
그녀가 죽자 로마는 그녀를 명예롭게 여겼고 동상을 세워 기념했다.